# Weib in Flammen
Weib in Flammen è un film muto del 1928 diretto da Max Reichmann.

## Produzione
Il film fu prodotto dalla Tschechowa-Film GmbH (Berlin).

## Distribuzione
Distribuito dalla Bayerische Film e conosciuto anche con il titolo Die Geschichte einer Leidenschaft, uscì nelle sale cinematografiche tedesche nel 1928, presentato in prima a Berlino il 28 novembre. In Francia gli venne dato il titolo Flammes, in Finlandia il film fu distribuito il 15 settembre 1929.